# 顏正國
顏正國（1974年10月10日—），基隆人，出生於新北市汐止區，臺灣演員、导演、书法教师。昔日童星，以演出《好小子》系列電影聞名。

## 經歷
父親原為職業軍人，自中華民國特種部隊退役；母親為家管，專職照顧四名子女。顏正國自四歲起因緣際會從演員訓練班進入電影圈，演出侯孝賢早期許多電影，頗受好評，與臺灣知名藝人張小燕、陶大偉、鳳飛飛等都有過合作演出。不久後參與張美君、朱延平執導的好小子系列電影，與同系主要演員左孝虎、陳崇榮一起成為當時臺灣家喻戶曉的童星。顏正國的弟弟顏正傑也是童星，演員任長彬則是顏正國的舅舅。國中時期的顏正國因正規教育課程落後的緣故，亦因太出名被學長排斥與言語霸凌，故數度休學。之後染上毒癮，1996年到1998年之間犯下毒品、槍砲、竊盜等前科。
2001年7月間，夥同友人游正明一共五人，綁架彰化縣大村鄉的毒販施金都，並勒贖新台幣200萬元。案發後，中華民國警察根據共犯及人質的供詞證實顏正國參與整個綁架案，但顏正國本人表示無參與綁架案；7月19日，顏正國在律師的陪同下主動到案。由於當時台灣存在《懲治盜匪條例》，因此顏正國一度因此遭到彰化地檢署檢察官求處死刑。
2002年4月17日，由於《懲治盜匪條例》被廢除，檢察官更改起訴法條，顏正國逃過一劫。最後彰化地方法院法官判處顏正國有期徒刑15年（至2017年），並移送「台中監獄」服刑。
2012年3月，因為獄中表現良好，三度向法務部申請假釋獲准。同月12日下午假釋出獄，離開服刑11年的台中監獄。現在從事書法教學與公益活動，以「顏氏五法」開班教授。
2013年，與陳崇榮共同演出微電影《人生》，飾演一名書法老師。
2013年，接拍萬仁執導的電影《車拼》。
2013年5月，出版自傳《放下拳頭，揮毫人生新顏色：好小子顏正國的青春與覺醒》。
2014年8月，自導自演公益微電影《如果》。
2018年，執導幫派電影《角頭2：王者再起》，票房高達新臺幣1.27億元。

## 家庭
顏正國有兩段婚姻，1999年結婚并生下一子（另一说为未婚生子）。2003年因入獄，顏正國主動提起離婚，兒子由其母親與大哥照顧。
2012年出獄後，與朋友的朋友結婚，生下一個女兒兩個兒子
。

## 演出作品

### 電影
| 年代   | 片名                                       | 角色                 |
| 1980年 | 原鄉人                                     |                      |
| 1981年 | 就是溜溜的她                               | 鄉下小孩             |
| 1982年 | 風兒踢踏踩                                 |                      |
| 1982年 | 在那河畔青草青                             | 學生- 顏正國         |
| 1983年 | 小畢的故事                                 | 畢家恩- 小畢大弟     |
| 1983年 | 帶劍的小孩                                 |                      |
| 1983年 | 風櫃來的人                                 |                      |
| 1983年 | 搭錯車                                     | 小老鼠（兒時）       |
| 1983年 | 蘋果的滋味（兒子大玩偶三段式電影中第三段） | 江阿吉- 江阿發的兒子 |
| 1984年 | 冬冬的假期                                 | 顏正國               |
| 1984年 | 油麻菜籽                                   |                      |
| 1984年 | 可愛的雨中花                               |                      |
| 1984年 | 老莫的第二個春天                           |                      |
| 1984年 | 生命快車                                   |                      |
| 1984年 | 雨，哪會落不停                             |                      |
| 1985年 | 老少江湖                                   |                      |
| 1985年 | 超級市民                                   |                      |
| 1985年 | 八番坑口的新娘                             |                      |
| 1986年 | 竹籬笆外的春天                             |                      |
| 1986年 | 五府千歲與囝仔公                           |                      |
| 1986年 | 好小子                                     | 阿國                 |
| 1986年 | 好小子第2集                                | 阿國                 |
| 1987年 | 好小子第3集－苦兒流浪記                    | 阿國                 |
| 1987年 | 好小子第4集－跨越時空的小子                | 阿國                 |
| 1988年 | 好小子第5集－萬能運動員                    | 阿國                 |
| 1989年 | 好小子第6集－小龍過江                      | 阿國                 |
| 1991年 | 黃袍加身                                   |                      |
| 1992年 | 少年吔，安啦！                             | 阿國                 |
| 1996年 | 南國再見，南國                             |                      |
| 1999年 | 想死趁現在                                 |                      |
| 2015年 | 車拼                                       |                      |
| 2015年 | 角頭                                       | 阿國                 |
| 2016年 | 黑白                                       | 瓦斯行老闆           |
| 2016年 | 大顯神威                                   | 阿國                 |
| 2018年 | 角頭2：王者再起                            | 阿國                 |
| 2018年 | 鬥魚                                       | 火哥                 |
| 2019年 | 江湖無難事                                 | 土虱廖               |
| 2019年 | 瘋狂電視台瘋電影                           | David哥              |
| 2020年 | 初戀(日本電影)                             |                      |
| 2020年 | 馗降：粽邪2                                | 昌仔                 |
| 2022年 | 少年吔                                     | 黃少軍               |
| 2023年 | 蝴蝶大廈                                   |                      |
| 2024年 | 首部曲：火焚之軀                           | 郭懷一               |
| 2025年 | 二部曲：鯨骨之海                           | 郭懷一               |
| 2026年 | 三部曲：應許之地                           | 郭懷一               |

### 微電影
| 年代   | 片名 | 角色 |
| 2013年 | 困獸 |      |
| 2013年 | 人生 |      |
| 2014年 | 如果 |      |

### 電視劇
| 首播   | 電視台           | 劇名             | 角色         |
| 1984年 | 華視             | 傻人多福氣       |              |
| 1984年 | 台視             | 最難忘的人       | 林務本(兒時) |
| 1985年 | 華視             | 當時明月在       | 趙家寶(兒時) |
| 1985年 | 台視             | 神奇王國         |              |
| 1989年 | 中視             | 好小子吉利       | 阿國         |
| 1991年 | 華視             | 家有仙妻         | 阿國         |
| 2015年 | 衛視中文台       | 長不大的爸爸     | 阿威         |
| 2016年 | 公視             | 海豬仔           | 阿虎         |
| 2024年 | 八大戲劇台       | 今夜一起為愛鼓掌 | 許英雄       |
| 2024年 | 公視台語台、華視 | 孔雀魚           | 國哥         |

### 音樂MV
- 1992年：林強、侯孝賢《無聲的所在》
- 2015年：周湯豪《角頭》
- 2015年：橙草《無名歌》
- 2016年：董事長樂團feat顏正國《電火柱仔》
- 2022年：夏沐《我的少年安》

## 執導作品
| 年代   | 片名             | 性質     |
| 2014年 | 如果             | 微電影   |
| 2015年 | 桃園yes 美食人升 | 微電影   |
| 2016年 | 如果人生還有如果 | 微電影   |
| 2018年 | 角頭2：王者再起  | 長篇電影 |
| 2020年 | 卸妝             | 微電影   |
| 2022年 | 少年吔           | 長篇電影 |
| 2022年 | 豪神娛樂城-鬥陣  | 廣告     |
| 未上映 | 闕宅春秋         | 長篇電影 |

## 公益代言
- 2017年：2017嘉義KANO季-歡樂超半程馬拉松
- 2022年：「菁英鬥陣盃」藝陣比賽

## 出版作品

### 書籍
| 時間         | 書名                                               | 作者   | 出版公司 | ISBN               |
| 2013年5月4日 | 放下拳頭，揮毫人生新顏色：好小子顏正國的青春與覺醒 | 顏正國 | 春光     | ISBN 9789865922184 |

## 獎項紀錄

### 影視類

#### 金馬獎
| 年份 | 頒獎典禮     | 獎項     | 作品             | 結果 |
| ---- | ------------ | -------- | ---------------- | ---- |
| 1983 | 第20屆金馬獎 | 最佳童星 | 《兒子的大玩偶》 | 提名 |

#### 台北電影節
| 年份 | 頒獎典禮         | 獎項                   | 作品                | 結果 |
| ---- | ---------------- | ---------------------- | ------------------- | ---- |
| 2018 | 第20屆台北電影節 | 台北電影獎最佳劇情長片 | 《角頭2：王者再起》 | 提名 |

#### 遠東影展
| 年份 | 頒獎典禮       | 獎項   | 作品                | 結果 |
| ---- | -------------- | ------ | ------------------- | ---- |
| 2018 | 第20屆遠東影展 | 白桑獎 | 《角頭2：王者再起》 | 提名 |

### 公益類

#### 金舵獎暨旭青獎
| 年份 | 頒獎典禮             | 獎項   | 結果 |
| ---- | -------------------- | ------ | ---- |
| 2019 | 第18屆金舵獎暨旭青獎 | 旭青獎 | 獲獎 |

#### 周大觀文教基金會希望獎章
- 2014年：周大觀文教基金會－希望獎章

### 書法類

#### 中原盃
| 年份 | 頒獎典禮             | 獎項         | 結果 |
| ---- | -------------------- | ------------ | ---- |
| 2009 | 第12屆中原盃書法比賽 | 社會組第二名 | 獲獎 |

## 商業經營
- 2014年：雲遊汽車租賃有限公司
- 2016年：原典國際影視製作有限公司[9]

## 電視節目訪談
- 台灣公共電視台：《與流言密談》第6集[10]
- 緯來綜合台：我們一家訪問人 顏正國 準備好了嗎
- 女人好犀利：紀寶如 顏正國 紅極一時